# Проблема из ада: Америка в век геноцида
Проблема из ада: Америка в век геноцида (англ. «A Problem from Hell»: America and the Age of Genocide) — книга профессора Саманты Пауэр, рассказывающая о этнических чистках (начиная от геноцида армян и заканчивая событиями в Косово) и реакции на них правительства США. В 2003 году, за написание книги, автор была удостоена Пулицеровской премии.
В своей книге Саманта Пауэр пишет, что американские политики весьма неохотно характеризовали массовые злодеяния как геноцид, и если не было бы существенного давления со стороны американской общественности, политики, в угоду национальным интересам, не употребляли бы термин «геноцид».
Американский президент Барак Обама, после прочтения книги, пригласил Саманту Пауэр в свою команду.

## Содержание
В первой главе книги рассказывается о геноциде армян, о его последствиях и международной реакции на совершенные турками зверства. В последующих главах описываются усилия Рафаэля Лемкина, пытающегося убедить американское общество выступить против нацистских действий в Европе, о трудностях признания Холокоста американцами и их союзниками, о принятии ООН билля о предотвращении геноцидов. Кроме того, в книге говорится о внешней политике США, а также о ряде других геноцидов (в Камбодже, Ираке, Боснии, Руанде и Косово) и реакции на них американского правительства.

## Награды
- Пулицеровская премия (2003)
- Премия имени Роберта Кеннеди
- Национальная книжная премия американских критиков
- Премия имени Рафаэля Лемкина (Институт по изучению геноцида)